# 화성동화중학교
화성동화중학교(華城洞化中學校)는 대한민국 경기도 화성시 봉담읍 동화리에 있는 공립 중학교이다.

## 학교 연혁
- 2007년 10월 17일 : 개교, 초대 최재학 교장 취임
- 2008년 2월 15일 : 제1회 졸업식(1명)
- 2008년 3월 3일 : 제1회 신입생 입학식(141명)
- 2022년 3월 1일 : 제5대 장원숙 교장 취임
- 2024년 1월 8일 : 제17회 졸업식 206명 (연 3,712명)
- 2024년 3월 4일 : 제17회 입학식 265명

## 참고 자료
- 화성동화중학교 - 한국교육학술정보원 학교알리미